# Labyrinthulaceae
Famille
Les Labyrinthulaceae sont une famille de champignons chromistes de l'embranchement des Bigyra, de la classe des Labyrinthulomycetes et de l’ordre des Labyrinthulales.

## Étymologie
Le nom de la famille vient du genre type Labyrinthuloides, formé du préfixe labyrinth-, et du suffixe  grec -oïde, « qui à l'aspect de », littéralement « à l'aspect labyrinthique », en référence à l'aspect de cet organisme « en forme de fuseau qui glisse le long de pistes filamenteuses formant un filet ».

## Description
Les Labyrinthuloides sont des cellules végétatives uninucléées capables de motilité glissante en utilisant des extensions ectoplasmiques en forme de filet qui sont élaborées au niveau d'organites spécialisés, les sagenogénétosomes, dans le cortex cytoplasmique ; les éléments du filet ectoplasmique ne contiennent pas d'organites cytoplasmiques, seulement des cisternae (en) liées à la membrane.
Les cellules se déplacent indépendamment et peuvent inverser le sens du mouvement ; aucun élément nettement identifiable n'enrobe les cellules.
La multiplication est végétative, soit par division binaire, soit par formation de sporanges au cours de bipartitions successives ou clivage progressif du protoplaste ; les zoospores, si elles sont formées, sont biflagellées avec un flagelle antérieur contenant des mastigonèmes et un flagelle postérieur en coup de fouet ; des masses de cytoplasme (plasmodes) et des cellules amiboïdes peuvent se former .
Perkins définit ainsi le groupe des Labyrinthulia : « La sous-classe Labyrinthulia (Levine et Corliss, 1963) a été érigée pour inclure "des individus en forme de fuseau qui glissent le long de pistes filamenteuses formant un filet visqueux".
Je crois que le terme Labyrinthulia peut, à l'heure actuelle, fonctionner comme la structure taxonomique nécessaire pour englober les (types) d'organismes au moins jusqu'à ce qu'ils soient mieux compris ».

## Liste des genres
Selon AlgaeBase (21 mai 2025) :
- Labyrinthula Cienkowski, 1867
- Labyrinthuloides F.O.Perkins, 1973
- Pseudoplasmodium Molisch, 1925

Selon BioLib (25 janvier 2023) :
- Chlamydomyxa W.A. Archer, 1875
- Labyrinthomyxa Dubosq, 1921
- Labyrinthula L. Cienkowski, 1864
- Pseudoplasmodium Molisch, 1925

Selon MycoBank (21 mai 2025) :
- Chlamydomyxa W. Archer, 1875
- Labyrinthodictyon Valkanov, 1969
- Labyrinthomyxa Duboscq, 1921
- Labyrinthula Cienk., 1867
- Pseudoplasmodium Molisch, 1925

## Systématique
Le nom correct complet (avec auteur) de ce taxon est Labyrinthulaceae Cienk., 1867.

## Publication originale
- Leo de Cienkowski. Prodr. Fl. Mycol. Madag.: 274 (1867)